# 大靖峡水库
大靖峡水库是中国甘肃省武威市古浪县境内的一座水库，位于洋石河上，建于1960年。水库正常库容为464万立方米，集雨面积为338平方千米，海拔为973.6米。